# Cementerio británico de Kabul
El Cementerio británico de Kabul o bien el Acantonamiento de Sherpur se encuentra en la ciudad de Kabul, la capital de Afganistán.
El lugar era un campo militar británico o acantonamiento, el lugar donde en 1879 se produjo el cerco del acantonamiento de Sherpur en la segunda guerra anglo-afgana.
Alberga monumentos y tumbas de muchos soldados occidentales caídos que lucharon en varios conflictos a lo largo de la historia de Kabul. El cementerio es administrado por un padre afgano y su hijo. Mantienen los espacios y supervisan a los visitantes. El cementerio está cerrado de forma segura con una muralla alta, que es aparentemente modesta desde el exterior.